# Gens Manília
La gens Manília va ser una gens plebea romana. Les persones d'aquesta gens es confonen sovint amb les de la gens Mànlia, car aquest darrer nom va ser aplicat sovint tant als Manili com als Mal·li.
El primer que va obtenir el consolat va ser Marc Manili, però en general no era una gens especialment important i no es va arribar a dividir en famílies. Només apareix amb el cognom Mancinus i encara aquesta branca podria pertànyer als Manli. En temps de l'imperi encara existia i llavors apareixen dos cognoms. No es conserven monedes d'aquesta gens.
Alguns personatges de la família van ser:
- Sext Manili (Sextus Manilius) va ser un dels comandants militars de la secessió dels plebeus al Mons Sacer el 449 aC.
- Publius Manilius va ser un dels legats enviats a Il·líria el 167 aC per arranjar els afers locals després de la derrota de Perseu de Macedònia.[2]
- Marc Manili, cònsol i jurista romà.
- Manili (Manilius) era el nom d'un pretor que va ser derrotat a Sicília per Eunus, el cap dels esclaus, l'any 137 aC.[3]
- Publi Manili, cònsol el 120 aC
- Luci Manili, pretor el 79 aC
- Gai Manili, tribú de la plebs el 66 aC.
- Quint Manili Cumà (Quintus Manilius Cumanus) tribú de la plebs el 52 aC[4]